# Королевский балет (Лондон)
Королевский балет Великобритании — британская балетная труппа при Королевском театре Ковент-Гарден в Лондоне. В его состав входит также Королевская балетная школа в Лондоне, готовящая артистов и педагогов. В разные периоды времени труппа создала также несколько различных филиалов.

## История
Был основан Нинет де Валуа на основе её балетной школы, созданной в 1926 году; формальной датой формирования считается 5 мая 1931 года — дата первого спектакля. Первым местом базирования тогдашней труппы, называвшейся «Вик-Уэллс балле», стал театр Сэндлера, возглавлявшийся Лилиан Бэйлис. Первыми постановками стали «Похождения повесы» (1935) и «Шахматы» (1937); кроме того, в программу того времени входили постановки Сергея Дягилева и Мариинского театра. В числе первых звёзд балетной труппы были Алисия Маркова (была примой до 1935 года) и Марго Фонтейн.
Труппа оставалась в театре Сэндлера до 1939 года; во время Второй мировой войны в разные периоды базировалась в разных театрах, а в феврале 1946 года переехала в Королевский театр Ковент-Гарден, к чему была приурочена постановка балета «Спящая красавица» на музыку П. И. Чайковского: впервые это произведение было поставлено труппой в 1937 году, но именно новая многоактная версия заложила фундамент её всемирной известности. В 1956 году, в ознаменование 25-летнего юбилея, труппа получила современное название. Нинет де Валуа возглавляла Королевский балет до 1963 года, затем до 1970 года руководителем труппы был Фредерик Аштон; он и его преемники существенно пополнили её репертуар. К основным особенностям исполнительского стиля Королевского балета относятся сдержанность, лиризм и упор на актёрскую игру, а в репертуаре преобладают многоактные постановки.